# Christliche Mitte
Die Christliche Mitte (Kurzbezeichnung: CM) ist ein christlich-fundamentalistischer Verein, der nach seinem Selbstverständnis christliche Werte vertritt. Zwischen 1988 und 2016 war der Verein als Partei aktiv und trat bei einigen Wahlen an. Aufgrund der schlechten Wahlergebnisse wandelte sich die CM im Februar 2016 in einen politischen Verein um, der nicht mehr bei Wahlen antritt und seinen Arbeitsschwerpunkt auf gesellschaftspolitische Öffentlichkeitsarbeit legt.

## Inhaltliches Profil und Parteiprogramm
Der christlich-fundamentalistische Verein fordert eine Ausrichtung aller gesellschaftlichen Bereiche „unter dem christlichen Sittengesetz nach Gottes Geboten“. Der Verein stellt sich als überkonfessionell dar, hat aber katholische Bezüge insbesondere in seinen Publikationen.
Im Oktober 2005 verabschiedete die CM auf ihrem ordentlichen Bundesparteitag in Fulda ein überarbeitetes Grundsatzprogramm, das sich nach ihrem eigenen Verständnis auf die wesentlichen Punkte einer christlichen und sozialen Politik konzentriert. Insbesondere nehmen die Zehn Gebote eine besondere Stellung ein, die „gottgewolltes Naturrecht und christliches Sittengesetz“ seien. „Christliche Ehe“ und Familie seien „wichtigste Lebens- und Erziehungsgemeinschaft im Staat“. „Ungeordnete“ Sexualität und Homosexualität werden dagegen verurteilt und abgelehnt. Eine „Wiederherstellung der christlichen Gesinnung“ wird angestrebt.
Die CM befürchtet eine „Islamisierung Europas“ und betreibt eine massive Anti-Islam-Kampagne. Interreligiöser Unterricht oder Islamunterricht werden abgelehnt. Weiterhin spricht sich die CM eindeutig für die Judenmission aus. Die 2013 verstorbene Vorsitzende Mertensacker schrieb zudem von „Angriffen von Juden auf Christen“ in Israel. Die wissenschaftliche Evolutionstheorie hielt sie für nicht vereinbar mit den Richtlinien des Glaubens und bezeichnete sie als „atheistische Ideologie“. Frauen sollen laut CM zu „einem gesunden Selbstwertgefühl, zu einer bewußten Gestaltung ihres Lebens als Frau und Mutter, zur Pflege fraulicher und mütterlicher Eigenschaften“ ermutigt werden. Weitere Ziele des Vereins sind unter anderem die strafrechtliche Verfolgung von Schwangerschaftsabbrüchen, das Verbot von Pornografie und der „Strafrechtsschutz vor der Homosexualität“. Eine Adoption von Kindern durch homosexuelle Paare wird abgelehnt. Ebenso wird ein Verbot des Sexualkunde-Unterrichts, von „Esoterik“ sowie von „Gotteslästerung“ befürwortet. Auch nationalistische Tendenzen sind erkennbar, z. B. sprach die CM im Zusammenhang mit der Wehrmachtsausstellung über die Verbrechen der Wehrmacht im Osten von einer „Schandausstellung“ und „Fälschungen“ und forderte zur Strafanzeige auf. Zudem spricht sich die CM im Bereich der Arbeitsmarktpolitik dafür aus, dass deutsche Arbeitnehmer bevorzugt bei der Vergabe von Arbeitsplätzen berücksichtigt werden.

## Struktur und politische Betätigung
Adelgunde Mertensacker aus Wadersloh, die von 1986 bis 1987 ein Jahr lang Bundesvorsitzende der Zentrumspartei war, veröffentlichte mit dem katholischen Priester Winfried Pietrek aus Lippstadt, der Präses der CM-Jugendorganisation Junge Mitte war, ab den 1970er Jahren vor allem antiislamische Schriften und Flugblätter. Auch im Internet verbreiten Sympathisanten und Mitglieder des Vereins antiislamische Schriften. Die monatlich erscheinende Zeitung des Vereins, der Kurier der Christlichen Mitte, hat eigenen Angaben zufolge 19.000 Abonnenten.

## Geschichte
Die CM wurde am 27. August 1988 gegründet. Sie war eine Abspaltung der Deutschen Zentrumspartei. Der Name „Christliche Mitte“ wurde gewählt, weil sich die CM als Nachfolgerin der Zentrumspartei betrachtet und diese sich nach ihrem im Grundsatzprogramm zum Ausdruck kommenden Selbstverständnis ausdrücklich als „die Partei der christlichen Mitte“ bezeichnete.
Die Gründerin der CM, Adelgunde Mertensacker, war 1987 nach starken Auseinandersetzungen als Vorsitzende der Deutschen Zentrumspartei abgewählt worden und gründete mit ihren Anhängern – darunter die meisten Lebensrechtler und die „katholische Fraktion“ des damaligen Zentrums – die CM. Sie verstarb am 12. Oktober 2013, wenige Stunden nachdem sie auf dem Europa-Parteitag der Christlichen Mitte in Lippstadt als Partei-Vorsitzende wiedergewählt worden war. Im Anschluss wurde kein neuer Vorsitzender gewählt.
Über ihren Facebook-Account gab die Partei im Februar 2016 bekannt, dass sie nicht mehr an Wahlen teilnehmen wolle, da die begrenzten Mittel nicht zum Erhalt parlamentarischer Mandate reichen. Man wolle aber als politische Vereinigung weiter wie bisher an politischer Meinungsbildung mitwirken. Nachdem zwischenzeitlich die Parteihomepage offline war, tritt sie seit August 2016 als Verein an die Öffentlichkeit. Zu dessen Vizevorsitzenden wurde Klaus Günter Annen gewählt.

## Wahlergebnisse
Bei Wahlen konnte die CM keinerlei Erfolge erzielen. Auch auf kommunaler Ebene verfügte sie über keine Mandate. Den geringen Zuspruch bei Wählern erklärte die CM mit dem „Sittenverfall in Europa“ und damit, dass ihr Programm „sehr anspruchsvoll“ sei. Zur Bundestagswahl 2013 und zur Bundestagswahl 2017 wurde die Christliche Mitte jeweils zwar zugelassen, stellte aber weder eine Landesliste noch Wahlkreiskandidaten auf.

### Bundestagswahlen
| Bundestagswahlergebnisse | Bundestagswahlergebnisse                    | Bundestagswahlergebnisse                    | Bundestagswahlergebnisse |
| Jahr                     | Stimmenanzahl                               | Stimmenanteil                               |                          |
| ------------------------ | ------------------------------------------- | ------------------------------------------- | ------------------------ |
| 1990                     | 36.446                                      | 0,08 %                                      |                          |
| 1994                     | 19.887                                      | 0,04 %                                      |                          |
| 1998                     | 23.619                                      | 0,05 %                                      |                          |
| 2002                     | 15.440                                      | 0,03 %                                      |                          |
| 2005                     | nur Direktkandidaten (1.011 Stimmen; 0,0 %) | nur Direktkandidaten (1.011 Stimmen; 0,0 %) |                          |
| 2009                     | 6.826                                       | 0,02 %                                      |                          |

### Europawahlen
| Europawahlergebnisse | Europawahlergebnisse | Europawahlergebnisse | Europawahlergebnisse |
| Jahr                 | Stimmenanzahl        | Stimmenanteil        |                      |
| -------------------- | -------------------- | -------------------- | -------------------- |
| 1989                 | 43.580               | 0,2 %                |                      |
| 1994                 | 66.766               | 0,2 %                |                      |
| 1999                 | 30.746               | 0,1 %                |                      |
| 2004                 | 46.037               | 0,2 %                |                      |
| 2009                 | 39.953               | 0,2 %                |                      |
| 2014                 | 30.124               | 0,1 %                |                      |

### Landtagswahlen
| Wahljahr | Baden-Württemberg | Hamburg | Saarland |
| -------- | ----------------- | ------- | -------- |
| 1991     |                   | 0,1 %   |          |
| 1992     | 0,0 %             |         |          |
| 1996     | 0,0 %             |         |          |
| 1999     |                   |         | 0,1 %    |
| 2001     | 0,1 %             |         |          |